# Kloster Maria Engelport

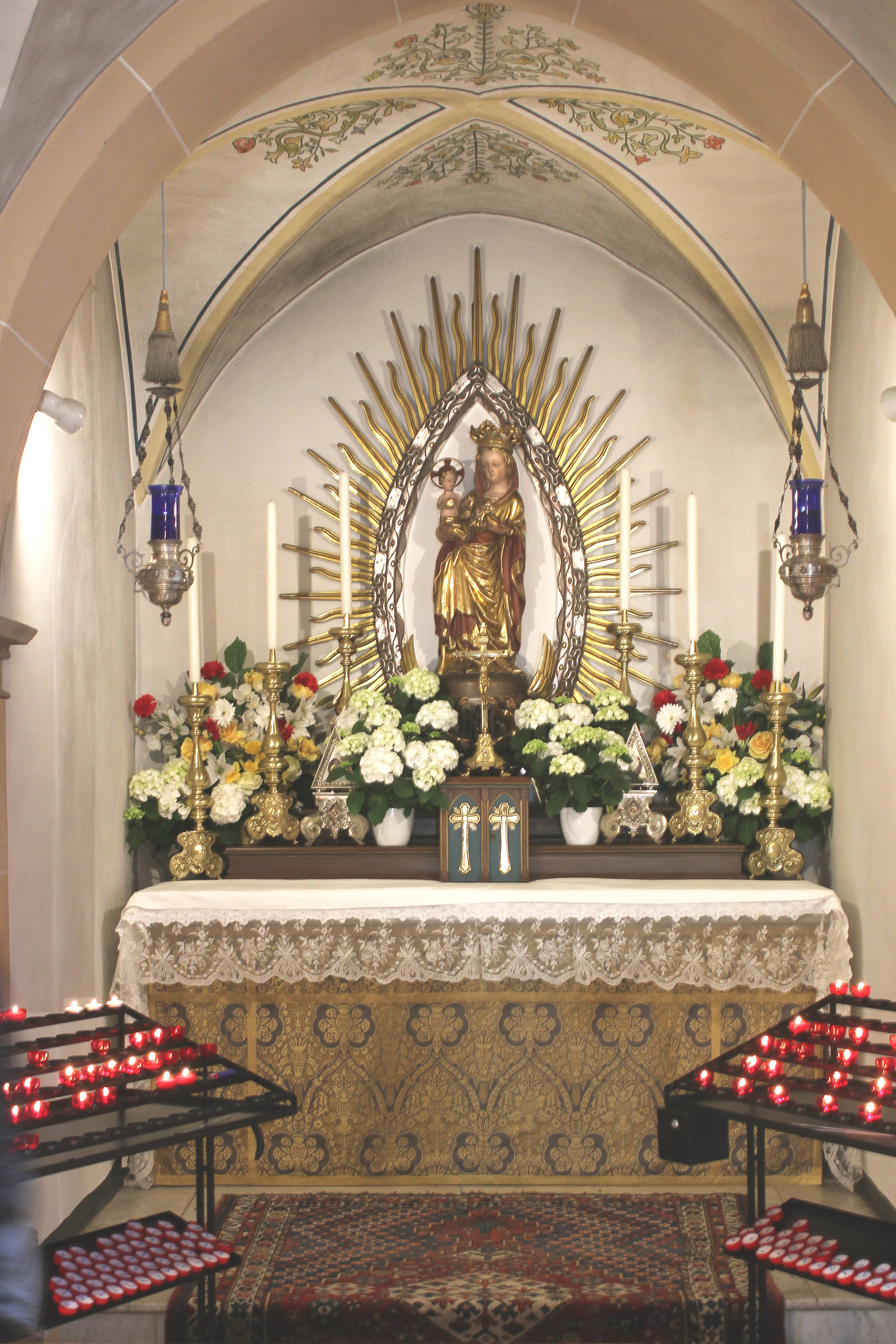
Kapelle mit dem Gnadenbild „Unsere Liebe Frau von Engelport“ nach dem Wechsel der Ordensgemeinschaft

Das Kloster Maria Engelport (auch porta angelica) liegt am Rande des Hunsrücks im Flaumbachtal in der Nähe von Treis-Karden.

## Entstehung und Entwicklung bis zum Beginn des 19. Jahrhunderts
Das Kloster wurde um 1220 durch den Ritter Emelrich von Monreal gestiftet und von Zisterzienserinnen aus dem Kloster Kumbd besiedelt. Infolge mangelhafter wirtschaftlicher Unterstützung durch die Gründerfamilie wurde das Kloster schon bald wieder aufgegeben. Eine zweite Gründung erfolgte 1262 durch Philipp von Wildenburg und seine Frau Irmgard von Braunshorn. Das Ehepaar besiedelte die Neugründung mit drei ihrer Töchter und anderen Dominikanerinnen aus einem Ardennenkloster. Diese wechselten am 28. August 1272 zum Prämonstratenserorden über und wurden am 2. Oktober 1275 von dem Trierer Erzbischof und Kurfürsten Heinrich II. von Finstingen der Aufsicht des Abtes von Kloster Sayn unterstellt. Von dort hielt sich mit einer kurzen Ausnahme (von etwa 1565–1616 kam der Prior aus Steinfeld und von 1617 bis 1672 aus Rommersdorf) ständig ein Prior und zeitweise zusätzlich ein Kaplan in Engelport auf.

„Die Gründung Engelports“

Im Dreißigjährigen Krieg verwüsteten schwedische Truppen Kloster Engelport weitgehend. Nur Kreuzgang und Kirche blieben erhalten. Elisabeth von Metzenhausen begann während ihrer Amtszeit als Meisterin des Klosters von 1620 bis 1641 mit dem Wiederaufbau. Aber erst unter der Leitung ihrer Nachfolgerin Regina Elisabeth von Metzenhausen, sie war von 1641 bis 1665 Meisterin des Klosters, wurde die Klosteranlage in den 1660er Jahren vollständig neu aufgebaut.
Bis zur Besetzung durch französische Revolutionstruppen am 4. Oktober 1794 bzw. zur Aufhebung am 25. Juli 1802 lebten stets bis zu 25 Chorfrauen im Kloster Maria Engelport. Erst 1818 fanden sich Käufer für das säkularisierte Kloster. Kirche und Konventsgebäude wurden weitgehend abgerissen und ein Teil weiterhin von den Besitzern und Pächtern bewohnt, die es bis zum Verkauf an die Oblaten OMI im Jahre 1903 als landwirtschaftliches Gut nutzten.
Eine herausragende Persönlichkeit in der Geschichte des Klosters ist die als selig verehrte Beatrix. Höchstwahrscheinlich war sie eine Tochter Philipps II. von Wildenburg und möglicherweise die erste Priorin von Engelport.
Von 1450 bis 1532 wirkte Margaretha Kratz von Scharfenstein (1430–1532), 82 Jahre lang als „Meisterin“ (Priorin) des Klosters. Sie sorgte sich in besonderer Weise um das Wohl der Armen. Als im Jahre 1530 die Vorräte knapp wurden, wollte sie diesen keinesfalls etwas abziehen, und als die betagte Meisterin die Vorratsspeicher in Augenschein nahm, sollen sie sich auf wunderbare Weise gefüllt haben. Margaretha Kratz von Scharfenstein ist die Urgroßtante des Wormser Bischofs Philipp II. Kratz von Scharfenstein

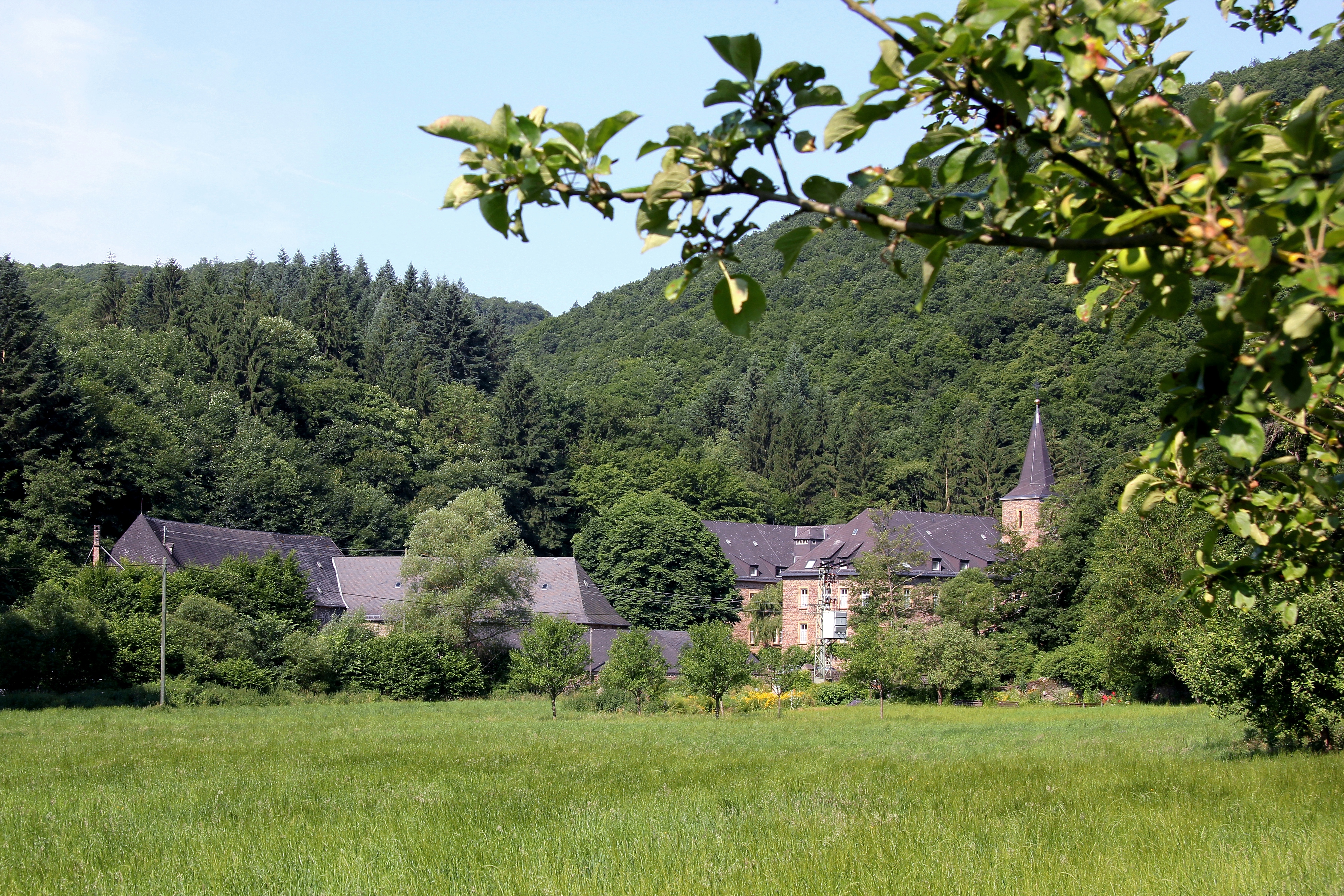
Das Kloster im Flaumbachtal
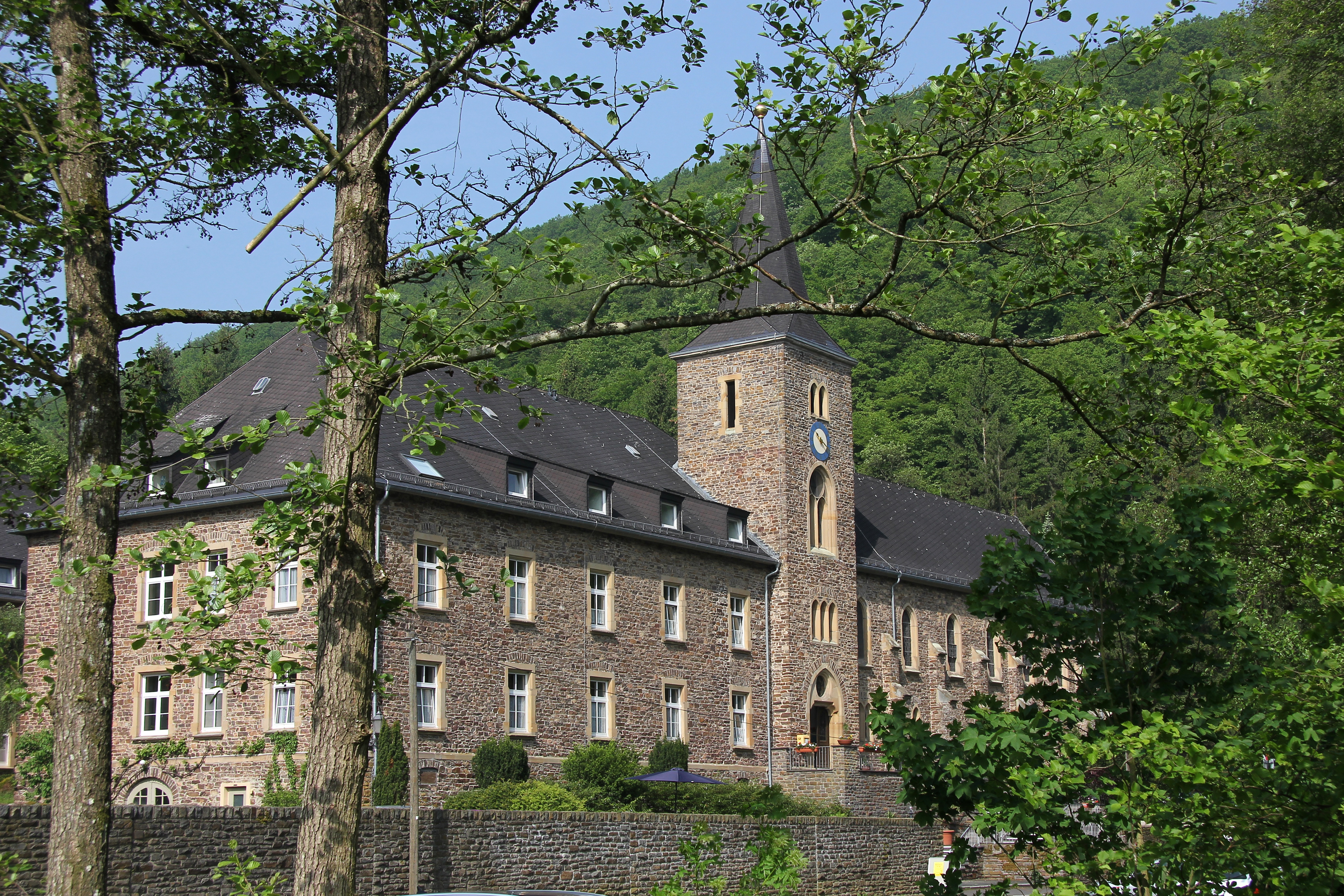
Wohn- und Kirchengebäude
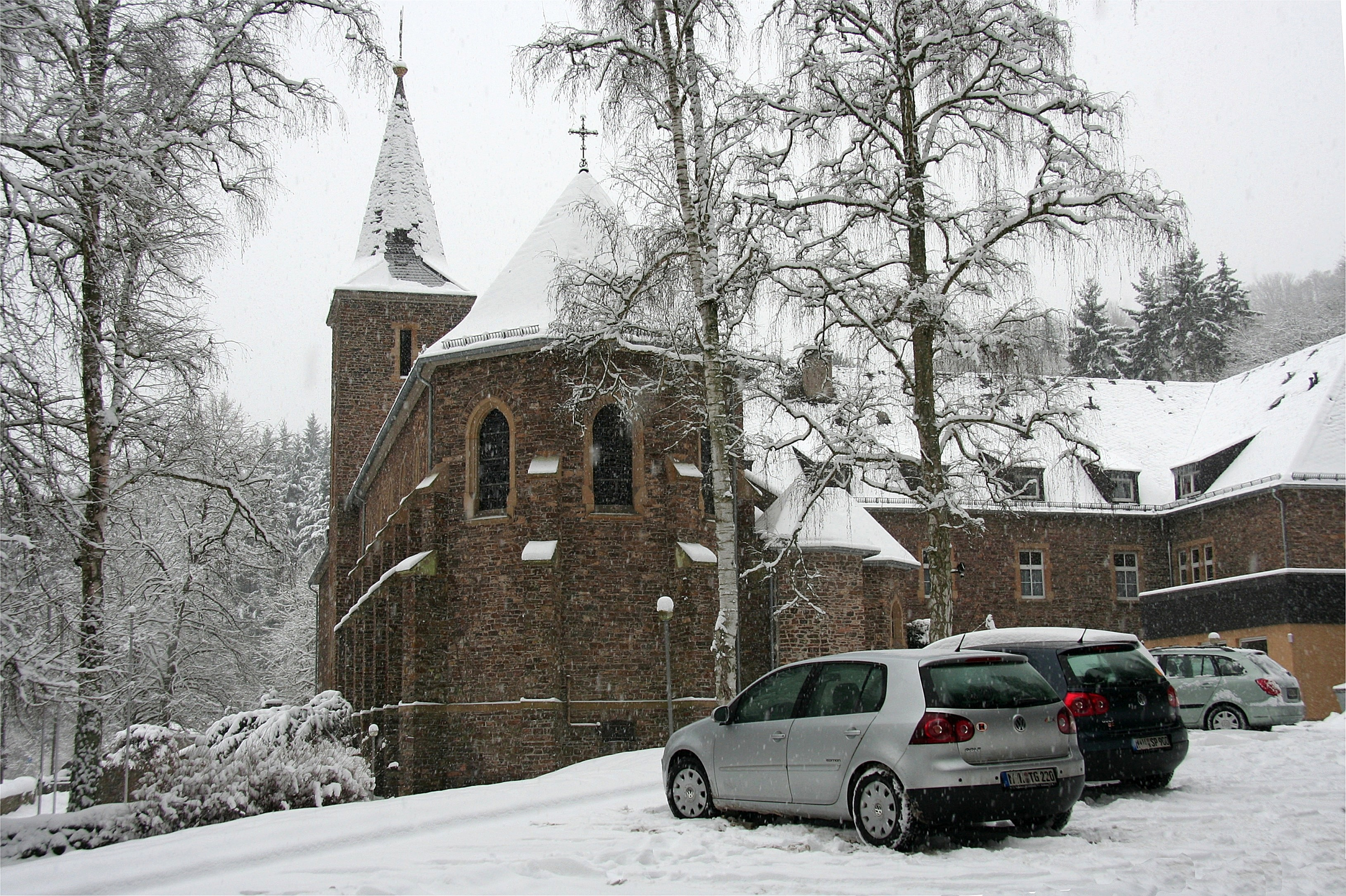
Engelport im Winter 2010/11
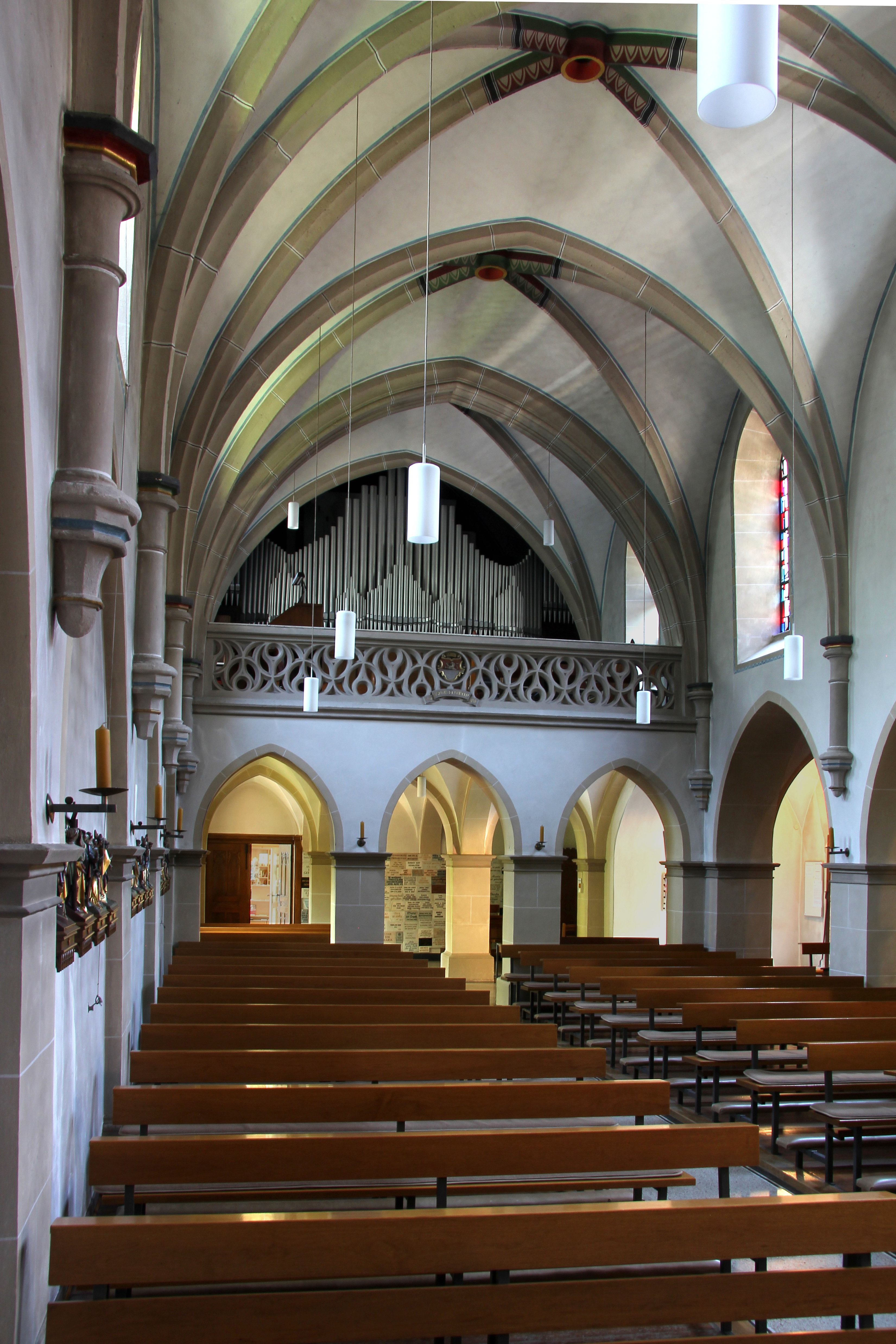
Blick zur Orgel
Langhaus und Chor 2013

## Engelport 1903–2013

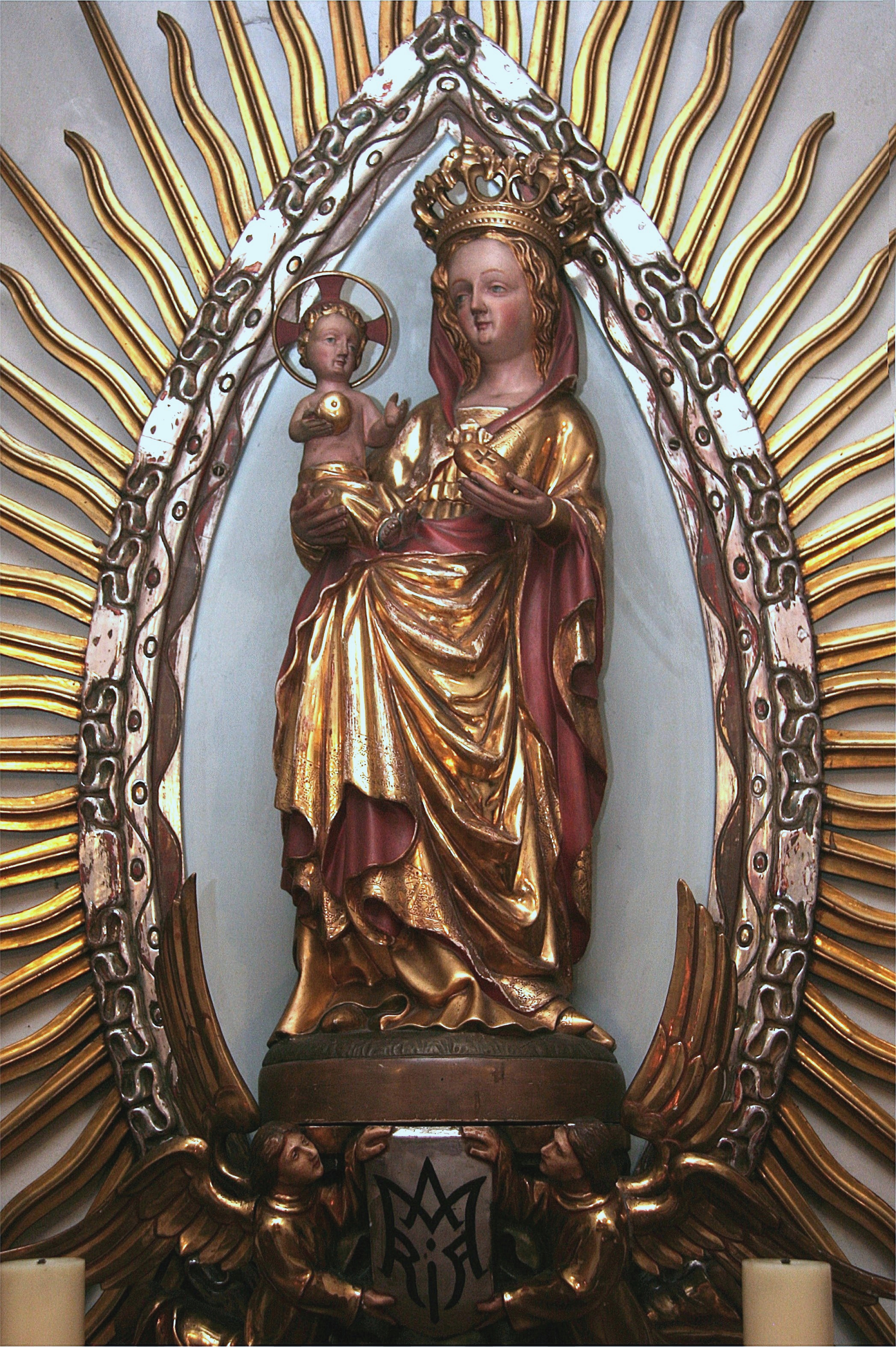
Gnadenbild

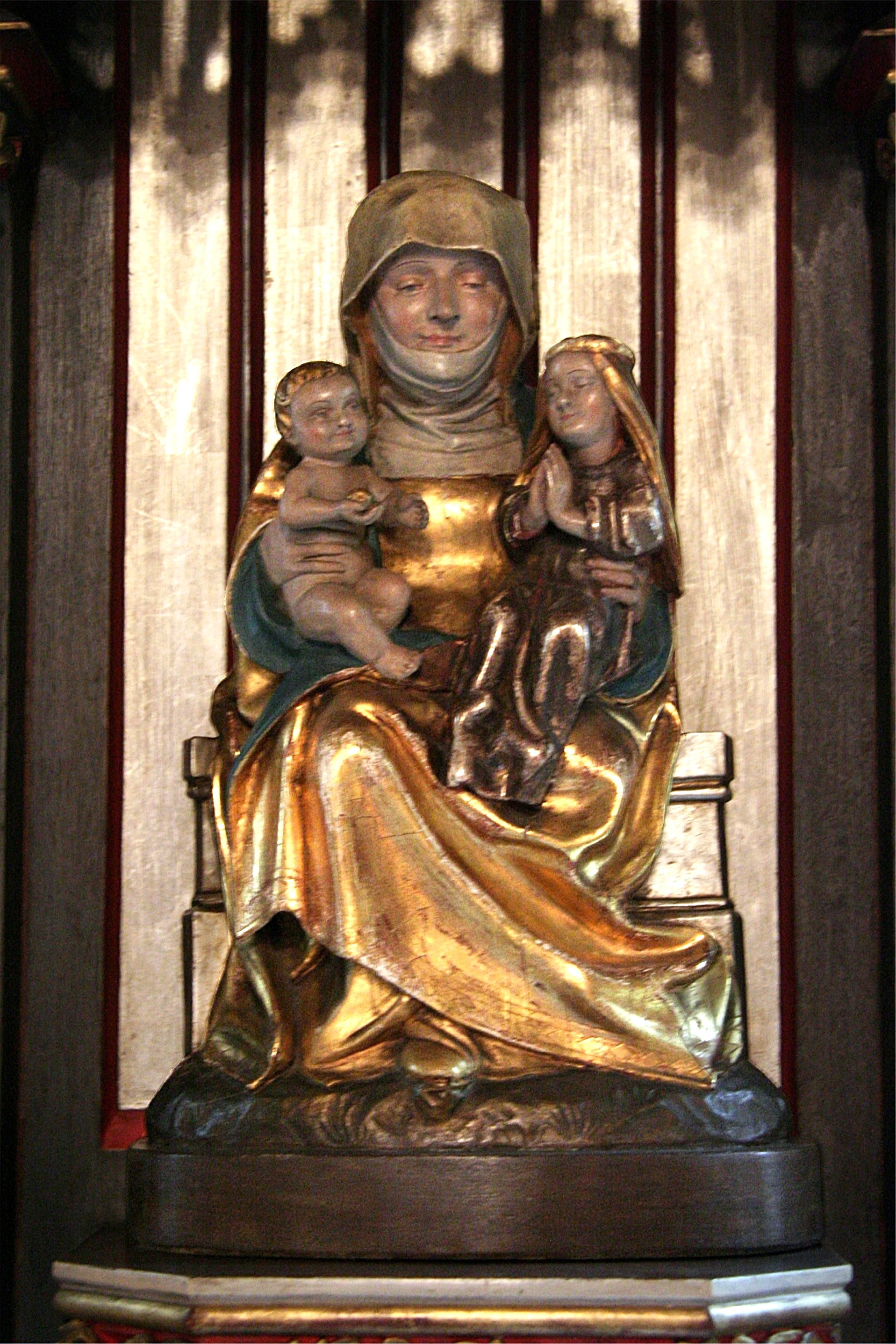
Hl. Anna selbdritt in Maria Engelport

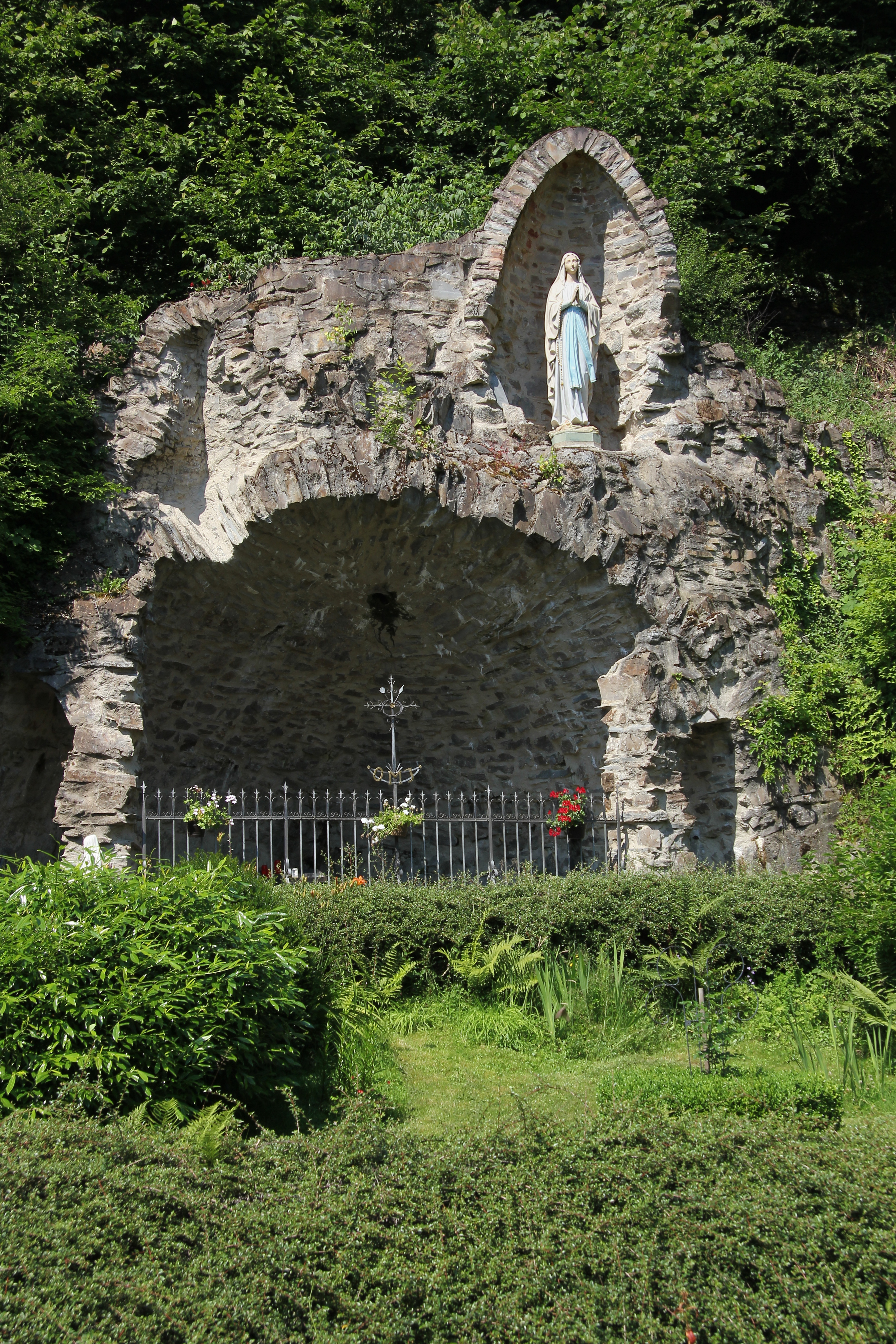
Lourdesgrotte

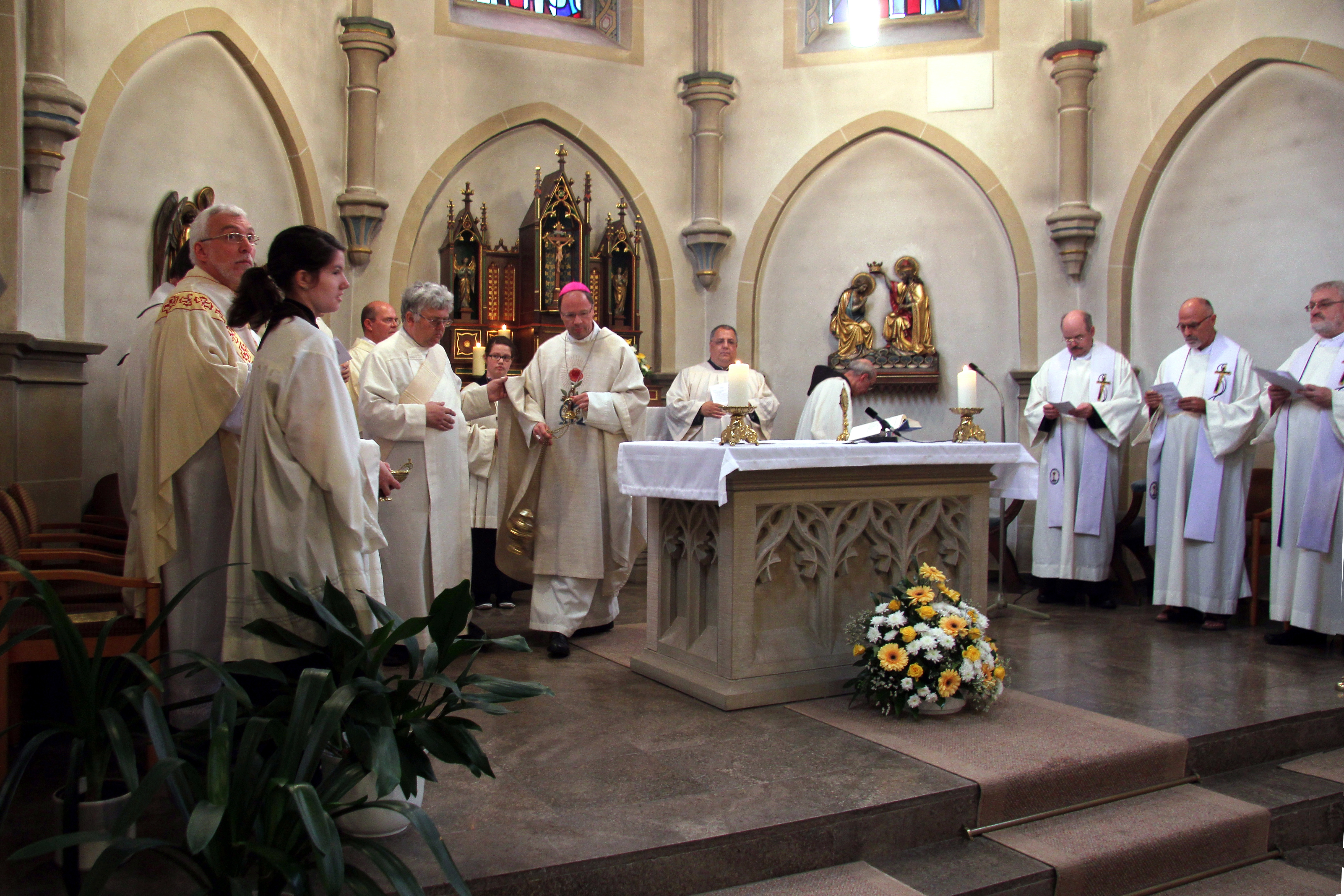
100-Jahr-Feier „Engelporter Madonna“ mit Bischof Stephan Ackermann im Juni 2013

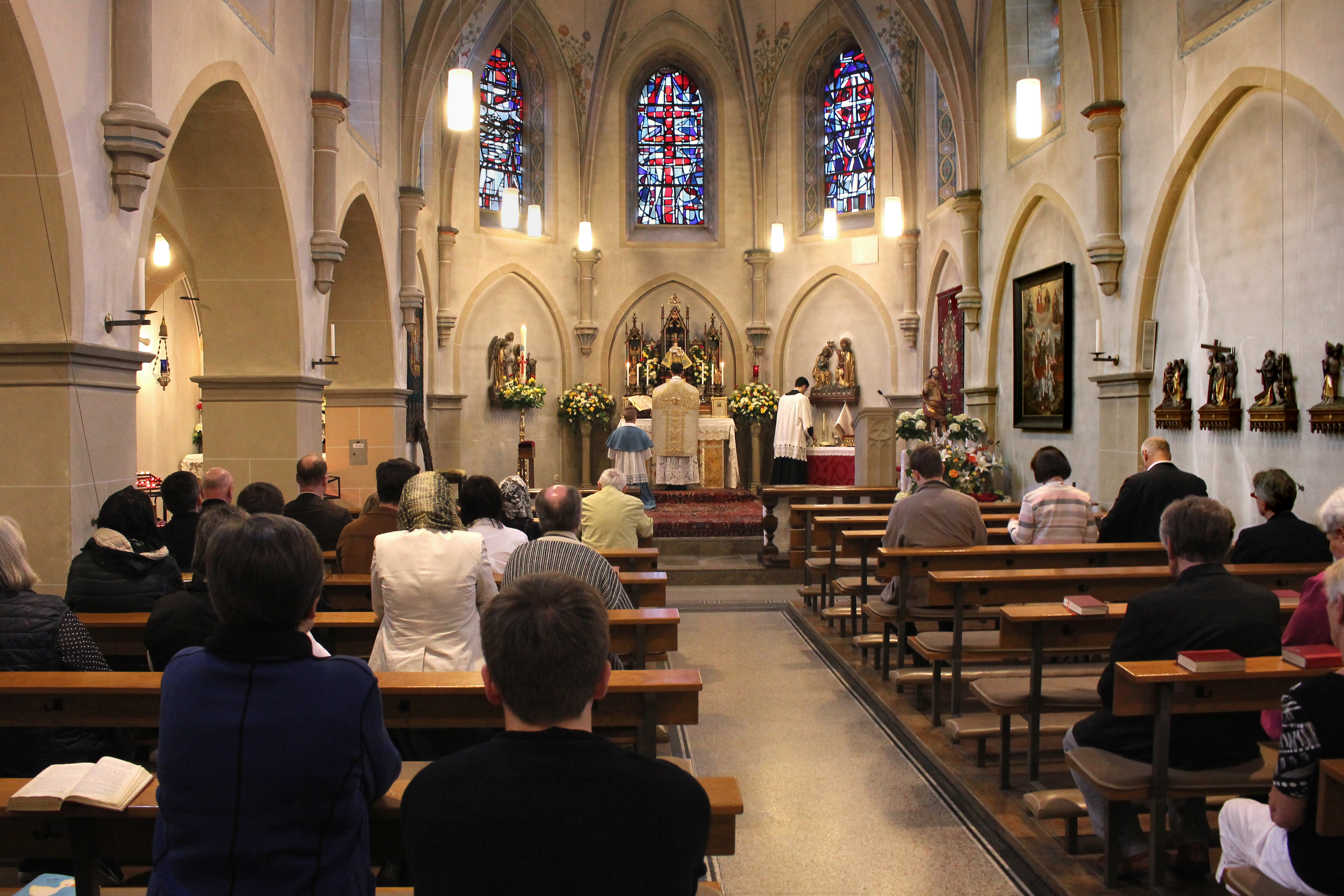
Messfeier in der damals so genannten „außerordentlichen Form des Römischen Ritus“ (2019)

### Wiederaufbau
Nachdem das Kloster seit Ende des 18. Jahrhunderts Ruine war, gelangte es auf Betreiben des Pommerner Pfarrers Peter Haubrich 1903 in den Besitz der deutschen Provinz der Ordensgemeinschaft der Hünfelder Oblaten, die 1904 bis 1906 einen Neubau errichteten. Nach dem Bau der Kirche in Kail hatte sich der damals 60-jährige Peter Haubrich die Neugründung von Engelport zur neuen Lebensaufgabe gemacht.
Die Klosterkirche in neugotischem Stil ist nach Nordwesten ausgerichtet und nicht geostet, wie es früher üblich war. Nach Südosten schließt sich das Hauptgebäude an, sodass sich zur Straße hin eine lange Front ergibt. In der Mitte dieser Front steht der Kirchturm mit dem Haupteingang. Am 8. Dezember 1906 erfolgte die Einweihung von Kloster und Kirche durch Pater Simon Scharsch und am 12. Oktober 1920 die feierliche Konsekration der Kirche durch den Trierer Weihbischof Antonius Mönch anlässlich der 700-Jahr-Feier Engelports.

### Gnadenbild
Das Gnadenbild „Unsere liebe Frau von Engelport“ ist eine 88 cm hohe Statue Mariä mit dem Kinde, eine aus Holz geschnitzte und farbig gefasste, teilweise vergoldete Figur aus dem frühen 15. Jahrhundert, die als kölnische oder Mainzer Arbeit gilt. Die genaue Herkunft und der Verbleib während der Jahrhunderte sind nicht nachzuweisen. Früher wurde angenommen, dass die Statue, die in einer Seitenkapelle steht, das Geschenk eines Kölners an das Kloster war und die letzte Vorsteherin sie nach Auflösung des Hauses mit nach Treis nahm. Heute ist jedoch nachgewiesen, dass dies nicht zutrifft.
Nach dem Tod des Trierer Domvikars Josef Hulley überließ Bischof Michael Felix Korum Pfarrer Haubrich die Figur, der sie restaurieren ließ, bevor sie in einer großen Prozession am 27. Juli 1913 von Pommern aus nach Engelport überführt wurde.
Ein bemerkenswertes Detail der Darstellung ist der geweihte Weck in der linken Hand der Muttergottes.

### Anna selbdritt
Auf einem Seitenaltar steht eine Anna selbdritt, eine Darstellung der heiligen Anna mit Maria und dem Jesuskind. Das aus dem frühen 16. Jahrhundert stammende Bildnis zeigt Maria zwar als Erwachsene, aber in der Größe eines Kindes. Auch diese 42 cm hohe Skulptur aus Birnbaumholz stammt aus der Sammlung Hulley und ist ein Geschenk von Pfarrer Haubrich für den von ihm gestifteten Annenaltar.

### Kirchenfenster
1906 erhielt die Klosterkirche zunächst Fenster aus der Kölner Glasmalerei Schneiders und Schmolz. Die drei Chorfenster zeigten die Maria Immaculata (Mitte), die Gründungslegende Engelports (links) und Maria als Beschützerin der Missionare (rechts). Zwei Seitenfenster im Chor sowie die zehn Fenster des Hauptschiffs hatten verschiedene Heilige als Motiv. 1950 und 1954 wurden einige Fenster von der Trierer Glaswerkstätte Binsfeld umgearbeitet und 1963 und 1964 wurden die Fenster im Chorraum, Hauptschiff und Obergaden gegen neue aus der Werkstätte Kaschenbach in Trier ausgetauscht. Sie wurden nach Entwürfen (ornamentale Kompositionen) von Reinhard Heß angefertigt. Im Jahre 2022 wurden die Kirchenfenster erneut gegen Wabenfenster ausgetauscht. Sie wurden nach Entwürfen von Abé Alexander Willweber in einer Werkstatt in Liegnitz gestaltet. Die drei Chorfenster zeigen das Heiligste Herz Jesu (Mitte), das Unbefleckte Herz Mariens (Evangelienseite) und das Reinste Herz des Heiligen Joseph (Epistelseite).

### Lourdesgrotte
Der Erste Weltkrieg war für die Gemeinschaft in Maria Engelport eine schwere Zeit. Viele Brüder, Novizen und Patres wurden zum Kriegsdienst eingezogen und einige fielen.
Russische Kriegsgefangene, die als Zwangsarbeiter im Kloster einquartiert waren, erbauten von Juli bis September 1915 nach dem Plan von Pater Schmidt neben der Klosteranlage eine Lourdesgrotte. Hoch in einem künstlich errichteten Felsen steht in einer kleinen, fast ovalen Höhle eine Marienstatue. Sie ist eine Nachbildung der Lourdes-Madonna, die 1863/64 von dem Bildhauer Joseph-Hugues Fabisch (1812–1886) geschaffen worden war. Die Lourdesgrotte von Maria Engelport wurde, wie es auf dem Gedenkstein steht „zu Ehren der himml. Friedenskönigin am hhl. Rosenkranzfeste, 3. Okt. 1915, kirchlich eingesegnet.“ In einer großen Nische unterhalb der Marienstatue stand ein Altar, der nicht erhalten ist. Auch der Springbrunnen am Fuß der Anlage und seitliche Treppenaufgänge existieren nicht mehr.
Die Marienstatue wurde 1965 restauriert, ebenso die Statue der Bernadette links unten vor der Grotte. Letztere war 1960 bei Baumfällarbeiten schwer beschädigt worden. Das Bauwerk war zunehmend schadhaft geworden und wurde 2006 saniert und renoviert. Die Marienstatue wurde von Malermeister Ernst Heinzen erneut restauriert. Die Kosten wurden durch Spenden der Bevölkerung und großzügige Unterstützung regionaler Unternehmen gedeckt.

### Aufgaben und Dienstleistungen des Klosters
Maria Engelport ist ein Wallfahrtsort, an dem die Muttergottes und ihre Mutter, die heilige Anna, verehrt werden. Außerdem gibt es eine Reliquie des heiligen Bischofs und Ordensgründers Eugen von Mazenod.
Zur Zeit der Oblaten war das Kloster zunächst Ausbildungsstätte für Brüder-Missionare in der deutschen Kolonie Deutsch-Südwestafrika (Namibia). Nach dem Ersten Weltkrieg diente es bis in die 1960er-Jahre unter anderem dem Noviziat für die deutsche Provinz der Ordensgemeinschaft. Bekannte Oblaten wie die von den Nationalsozialisten verfolgten Patres Friedrich Lorenz und Engelbert Rehling oder Bischof Rudolf Maria Koppmann, der langjährige apostolische Vikar von Windhuk, wurden hier in das Ordensleben eingeführt.
Im Sommer kommen besonders viele Besucher ins Flaumbachtal. Viele Jahre bot die Ordensgemeinschaft Räumlichkeiten für Wallfahrtsgruppen, Besinnung, Tagungen und Exerzitien an, insbesondere nach der umfassenden Renovierung von 1998. An Sonn- und Feiertagen wurden Gottesdienste gefeiert.
Ein großes Fest mit den Oblaten war die 100-Jahr-Feier der „Engelporter Madonna“ mit Bischof Stephan Ackermann am 23. Juni 2013. Mit ihm feierten weitere Konzelebranten und Abt Benedikt Müntnich von Maria Laach und der Obere der Gemeinschaft in Engelport, Pater Wolfgang Boemer, den Gottesdienst.

## Neuanfang 2014 mit den Anbetungsschwestern
Am 8. Dezember 2013 verließen die Oblaten Kloster Engelport. Die Gründe dafür waren das Alter der Patres und Ordensbrüder, in erster Linie aber die hohen Unterhaltungskosten der Gebäude. Seit dem 2. Januar 2014 bewohnen die Anbetungsschwestern des königlichen Herzens Jesu Christi das Kloster. Sie gehören zum weiblichen Zweig des Instituts Christus König und Hohepriester.
Die Schwestern und Kanoniker des Instituts feiern die heilige Messe und das Stundengebet in der bis 1962 bzw. 1970 geltenden Form des römischen Ritus. Das bedeutet z. B., dass der Priester bei der heiligen Messe „versus apsidem“, d. h. am Hochaltar in der Apsis mit dem Rücken zur Gemeinde und nicht an einem Volksaltar der Gemeinde zugewandt zelebriert und dass vorrangig oder ausschließlich die Mundkommunion an der Kommunionbank gereicht wird. Das Stundengebet hat mehr Psalmen je Hore, die Prim gehört weiterhin dazu.
Es waren 14 Nonnen, die in das Kloster einzogen und nach den Worten von Oberin Caroline-Marie „eine neue Heimat“ fanden. Zum Orden gehören vor allem junge Frauen, die überwiegend aus Frankreich, aber auch aus den USA, Portugal und Deutschland kommen. Das Durchschnittsalter lag 2014 bei 25 Jahren.
In der Regel beten die Schwestern von morgens 8 Uhr bis zum Nachmittag um 16:45 Uhr vor dem Allerheiligsten, wobei sie sich jede halbe Stunde ablösen.
Das Jahr 2020 war geprägt von den Jubiläumsfeierlichkeiten „800 Jahre Kloster Maria Engelport“, wozu Norbert J. Pies eine Dauerausstellung kuratierte. Im Oktober besuchte Bischof Stephan Ackerman das Kloster zu einer feierlichen Rosenkranzandacht und einem Empfang.
Am Weißen Sonntag 2023 feierte die Gemeinschaft mit ihrem Neupriester Kanonikus Bell seine Primizmesse. Alle Anwesenden erhielten den Primizsegen.

## Klosterleben
Die Feier der heiligen Messe, Chorgebet und eucharistische Anbetung sind der tägliche Rahmen des Klosterlebens.
Die Schwestern betreiben ein Gästehaus, einen Klosterladen und eine nur gelegentlich geöffnete Gaststätte. Die Gastmeisterin empfängt Pilger und Gäste und zeigt ihnen die Klosterkirche, Zimmer, Gästerefektorium, Aufenthaltsraum, Klosterkeller und die Bibliothek. In der zweiflügeligen Anlage befindet sich in dem einen Flügel die Klausur der Schwestern mit einer Schwesternkapelle. Im anderen Flügel liegen die Klosterkirche mit Sakristei, Verwaltungsräume und auf zwei Ebenen die Gästezimmer.